# Ranxeria Chicken Ranch
La ranxeria Chicken Ranch d'indis Me-Wuk de Califòrnia és una tribu reconeguda federalment dels miwok al comtat de Tuolumne (Califòrnia). La ranxeria Chicken Ranch pertany als miwok de la sierra, uns amerindis de Califòrnia.

## Govern
La tribu dirigeix negocis des de Jamestown (Califòrnia). La tribu té un consell tribal escollit democràticament. L'actual cap tribal és Lloyd Mathiesen.

## Reserva
La ranxeria Chicken Ranch és una parcel·la de terra de 2,85 acres situada al comtat de Tuolumne.

## Desenvolupament econòmic
La tribu posseeix el Bingo i Casino Chicken Ranch situat a Jamestown (Califòrnia), així com el Restaurant Ranch House.